# Lindenhof (Blankenburg)
Der Lindenhof war ein denkmalgeschütztes Wohnhaus in der Stadt Blankenburg (Harz) in Sachsen-Anhalt.

## Lage
Es befand sich nördlich der Blankenburger Altstadt an der Adresse Thiestraße 11 auf der Nordseite der Thiestraße, nahe deren westlichen Endes an der Einmündung auf die Neue Halberstädter Straße.

## Architektur und Geschichte

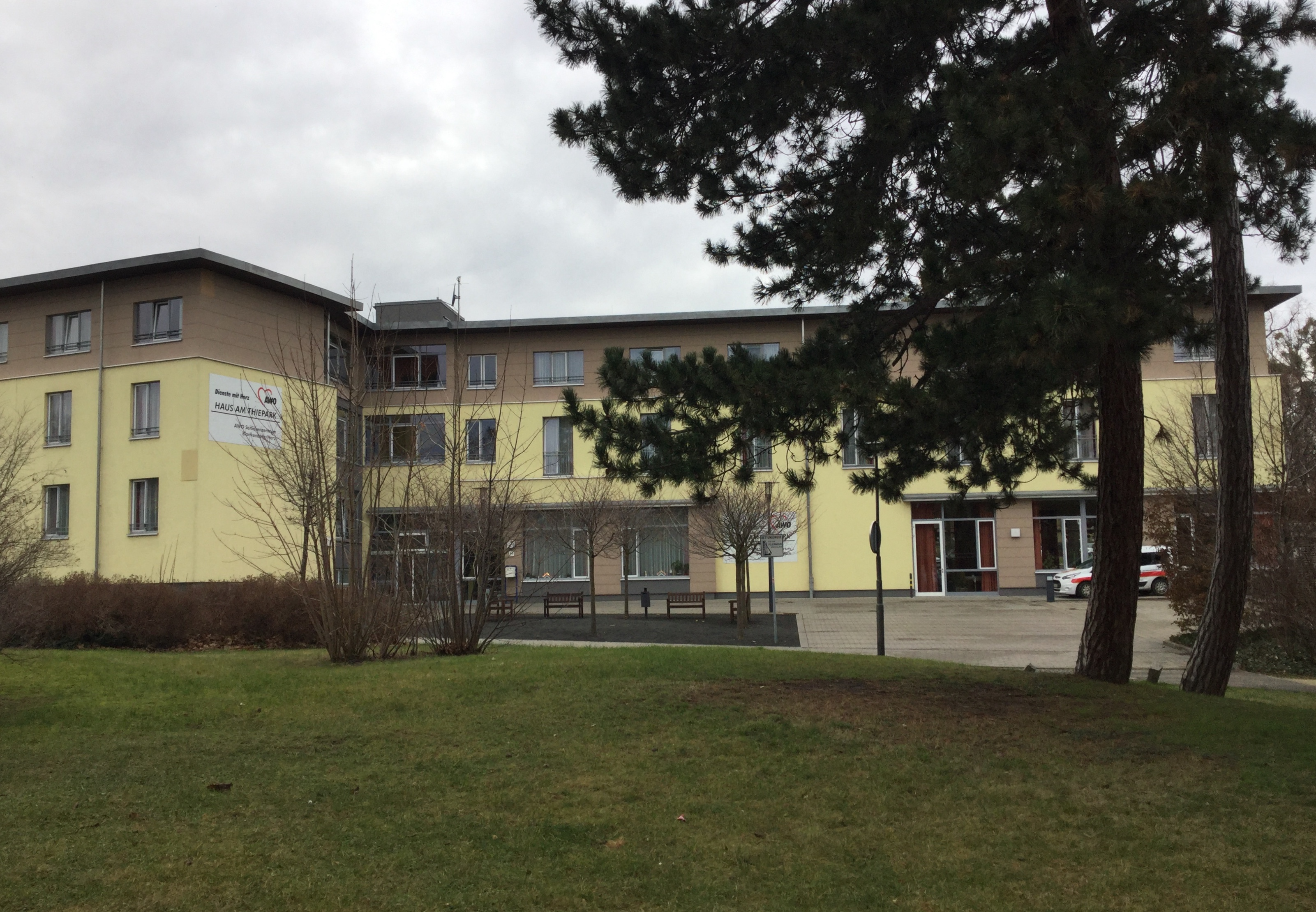
Neubau des Seniorenzentrums, 2017

Das zweigeschossige Fachwerkhaus lag nördlich vor dem Tränketor außerhalb der Stadt und gehörte ursprünglich zum Komplex des Gasthofs Schwarzer Bär. Ein Robert Sonnenberg hatte den Gasthof erworben und baute, als er den Schwarzen Bären wieder veräußerte, auf dessen Hof einen eigenen Gasthof, der unter dem Namen Sonnenberg’s Logirhaus firmierte. Das Gebäude war mit einem Satteldach bedeckt. Später übernahm der Gastwirt Emil Deubel den Hof und führte ihn als Lindenhof weiter. Letzter Wirt war Rudolf Deubel. Die Häuser der näheren Umgebung standen über längere Zeit leer und wurden im Jahr 2003 abgerissen. Der Lindenhof blieb zunächst erhalten, es war geplant, ihn in eine vorgesehene Neubebauung einzubeziehen. Mit der Begründung der Baufälligkeit wurde der Lindenhof jedoch im September 2007 abgerissen. Auf dem Grundstück entstand das Seniorenzentrum Haus am Thiepark der Arbeiterwohlfahrt.
Im örtlichen Denkmalverzeichnis war der Lindenhof als Wohnhaus unter der Erfassungsnummer 094 56041 als Baudenkmal verzeichnet. Vermutlich versehentlich ist er auch derzeit (Stand 2016) noch als Baudenkmal gelistet.